# شره الوجه
شره الوجه أو الإدوبص (الاسم العلمي:†Edops) هو جنس منقرض من البرمائيات البدائية يتبع فصيلة شرهات الوجه من رتبة مقسومات الفقار.